# Azizi Abdullah
Azizi Abdullah (* 4. April 1942 in Kampung Bukit Meryam, Kota Kuala Muda, Sultanat Kedah, Unfederated Malay States; † 21. August 2011 in Penang) war ein malaysischer Lehrer und Journalist sowie Autor von Kurzgeschichten und Romanen.

## Leben
Abdullah besuchte bis zur sechsten Klasse die malayischsprachige Schule in seiner Heimatgemeinde und danach die Religionsschule in Kepala Batas, Seberang Perai. 1965 wurde er Lehrer für islamische Religion an einer Schule in Sedang, Kedah. Dort wirkte er bis zu seiner Pensionierung im Jahre 1997. Nach seiner Pensionierung wurde er Herausgeber der Monatszeitschrift Verbraucherfragen des Verbraucherverbands des malaysischen Bundesstaats Penang.
Seit dem Beginn der 1960er Jahre betätigte Abdullah sich als Schriftsteller. Neben Erzählungen und Kurzgeschichten veröffentlichte er von 1969 bis 2005 29 Romane. Viele seiner fast 200 Kurzgeschichten erschienen in Zeitungen und Zeitschriften, vor allem in der Zeitung Utusan Melayu.
Azizi Abdullah starb am 21. August 2011 auf der Intensivstation des Hospitals der Insel Penang, nachdem er bereits seit dem April des Jahres das Krankenbett gehütet hatte. Er wurde in Kulim, Kedah beerdigt. Er hinterließ seine Witwe und zwei erwachsene Töchter.

## Veröffentlichungen
- Seorang Tua di Kaki Gunung. Dewan Bahasa dan Pustaka, Kuala Lumpur, Malaysia 1968.
  - english by: Nur Ilyanna bt. Muhammad Shaharul Hashri: The Old Man at the Foot of the Mountain. Institut Terjemahan Negara Malaysia Berhad (ITNM), Kuala Lumpur, Malaysia 2010, ISBN 978-983-068-526-7.
- Senja Belum Berakhir, Roman. 1971.
- Cahaya di Pendalaman. 1992.
- Suriati. Pusat Islam 1993.
- Kawin-Kawin. Wusan Publications & Distributors, 2002.
- Memoir Seorang Guru (Memoiren eines Lehrers). Alaf21 Publishers, 2008.
- Baruk. Al-Ameen Serve Holdings Sdn. Bhd., 2010.
- Mandala Dunia Kedua. PTS, Batu Caves, Selangor, Malaysia 2011, ISBN 978-967-408-013-6.
- Badai Cinta. 2011, ISBN 978-967-362-100-2.

| Personendaten    | Personendaten                                                                   |
| ---------------- | ------------------------------------------------------------------------------- |
| NAME             | Abdullah, Azizi                                                                 |
| ALTERNATIVNAMEN  | Abdullah, Hj. Azizi                                                             |
| KURZBESCHREIBUNG | malaysischer Lehrer, Journalist und Autor von Kurzgeschichten und Romanen       |
| GEBURTSDATUM     | 4. April 1942                                                                   |
| GEBURTSORT       | Kampung Bukit Meryam, Kota Kuala Muda, Sultanat Kedah, Unfederated Malay States |
| STERBEDATUM      | 21. August 2011                                                                 |
| STERBEORT        | Penang, Malaysia                                                                |